# اس‌ان ۱۰۰۶
اس‌ان ۱۰۰۶ (به انگلیسی: SN 1006) یک ابرنواختر، است که در اوایل سال ۱۰۰۶ میلادی دیده شد فاصله آن از زمین ۷٬۲۰۰ سال نوری است که درخشان‌ترین پدیده ستاره‌ای تاکنون مشاهده شده‌است و تخمین زده می‌شود که قدر ظاهری آن به ۷/۵- نیز رسیده‌بود.این ابرنواختر در صورت فلکی گرگ بین ۳۰ آوریل و ۱ مه سال ۱۰۰۶ در چین، مصر، عراق، ژاپن، سوئیس، و احتمالا آمریکای شمالی دیده شد و به آن لقب «ستاره مهمان» را دادند.
این ابرنواختر در متون ستاره‌شناسی در دوران اسلامی و چین توصیف شده‌است. که ابن سینا در طبیعیات شفا  و نیز منجم مصری علی بن رضوان از جمله کسانی بودند که آن را توصیف کردند.

## نگارخانه

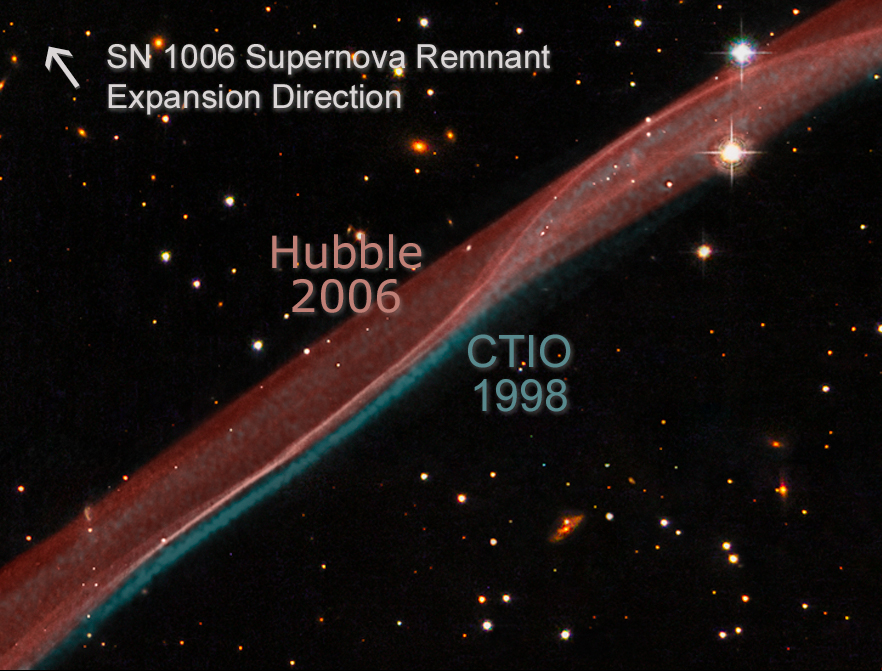